# Мацей Попко
Мацей Норберт Попко (пол. Maciej Popko; нар. 3 грудня 1936, Ченстохова, Польща — 22 листопада 2014, Варшава, Польща) — польський вчений, хеттолог, професор Східного відділення Варшавського університету. За основною професією — альпініст, організатор і керівник численних дослідницьких експедицій в горах Центральної Європи (Татри, Альпи) і Азії.

## Життєпис
Провів експедиції влітку і взимку в Татрах (з 1953 р.), Доломітових Альпах (перший польський перехід по трасі Сольді на перевалі Мармолада і по трасі Еміліо Комічі на перевалі Чіма-Гранде-ді-Лаваредо (Cima Grande di Lavaredo)) і у Французьких Альпах (перший польський перехід через перевал Егій-де-Тріоле, (пол. Aiguille de Triolet), 1965).
Керував піонерськими дослідженнями в горах Чіло (Cilo) в Туреччині (1967, 1968), Ваханського хребта в Афганістані. Також, під час експедиції на кордоні Паміру і Гіндукушу, брав участь, серед іншого, в сходженні на раніше незвідані піки навколо долини Пурвакшан: безіменний (6110 метрів над рівнем моря), Кохи-Пурвакшан (6080 метрів над рівнем моря) і ще один безіменний (5950 метрів над рівнем моря, в поодинці).
Є редактором і співавтором одного з кращих польських підручників гірського сходження «Alpinizm» (видавництво 1971 i 1974), а також автором ряду численних праць з гірської тематики, зокрема, опублікованих в журналі «Taternik». 
Похований у Варшаві на Північному кладовищі.

## Наукова діяльність
В основному він мав справу зі стародавньою Анатолією. Публікував праці з анатолійської лінгвістики, історії та міфології.

## Основні твори
- Turcja (Wiedza Powszechna, Варшава 1971, 1984, 1987),
- Góry pod półksiężycem, (Iskry, Варшава 1974),
- Mitologia hetyckiej Anatolii (Видавництво кіномистецтва, Варшава 1976, 1980, 1987), болгарський переклад — Мітологія на хетська Анатолія, Софія, 1983.
- Religie starożytnej Anatolii (Iskry, Варшава 1980),
- Magia i wróżbiarstwo u Hetytów (PIW 1982),
- Wierzenia ludów starożytnej Azji Mniejszej (Молодіжна видавнича агенція, Варшава 1989),
- Huryci (PIW, Варшава 1992 року, 2005),
- Zippalanda, ein Kultzentrum im hethitischen Kleinasien (Universitätsverlag C. Winter, Heidelberg 1994),
- Religions of Asia Minor (Академічне видавництво Діалог, Варшава 1995),
- Ludy i języki starożytnej Anatolii (Академічне видавництво Діалог, Варшава 1999 року, ISBN 83-88238-01-9), німецький переклад — Völker und Sprachen Altanatoliens (Harrassowitz Verlag, Wiesbaden 2008, ISBN 978-3-447-05708-0).